# Hyssia
Hyssia là một chi bướm đêm thuộc họ Noctuidae.

## Các loài
- Hyssia adusta Draudt, 1950
- Hyssia cavernosa (Eversmann, 1842)
- Hyssia degenerans Dyar, 1914
- Hyssia hadulina Draudt, 1950
- Hyssia pallidicosta Hampson, 1918
- Hyssia violascens Hampson, 1905